# Birthana consocia
Birthana consocia är en fjärilsart som beskrevs av Walker 1864. Birthana consocia ingår i släktet Birthana och familjen Immidae. Inga underarter finns listade i Catalogue of Life.